# Organisation communiste internationaliste
Pour les articles homonymes, voir OCI.
 (octobre 2018).
Si vous disposez d'ouvrages ou d'articles de référence ou si vous connaissez des sites web de qualité traitant du thème abordé ici, merci de compléter l'article en donnant les références utiles à sa vérifiabilité et en les liant à la section « Notes et références ».
L'Organisation communiste internationaliste (ou OCI) est une organisation trotskiste française fondée à partir d'une ancienne scission en 1952 du Parti communiste internationaliste que dirigeait Pierre Boussel, dit « Lambert » qu'il a quitté avec une majorité de ses militants. Dans les années 1970, elle compte jusqu'à 8 000 membres.

## Histoire
En 1952, lors de la guerre de Corée qui illustre la mondialisation de guerre froide, Michel Raptis dit « Pablo », qui dirige alors le secrétariat international de la IVe Internationale, préconise une tactique d'entrisme au sein des organisations staliniennes dans le monde entier, dans la perspective de l'imminence d'une troisième guerre mondiale, dont il présume un effet de radicalisation sur les PC.
La majorité de la section française, le Parti Communiste Internationaliste s'oppose à cette politique autour de Lambert, Marcel Favre-Bleibtreu, Marcel Gibelin ou encore Michel Lequenne, et se trouve exclue. Elle se réduit progressivement à ce qu'on appellera le « groupe Lambert ».
Le 23 novembre 1953, ce groupe participe à la création du Comité international de la Quatrième Internationale (CIQI). Plus tard, les progrès politiques et numériques réalisés par le groupe Lambert lui font proclamer l'Organisation communiste internationaliste (OCI).
L'OCI, dissoute par le décret présidentiel du 12 juin 1968 en même temps que d'autres organisations d'extrême gauche, devient un temps l'Organisation trotskyste, puis obtient, en juillet 1970, du Conseil d'État l'annulation de sa dissolution, ainsi que de la Fédération des étudiants révolutionnaires et du groupe Révoltes, que le Conseil d'État considère dirigé par les mêmes personnes. Ce dernier juge en effet qu'aucun de ces groupes n'a provoqué « des manifestations armées dans la rue » ni qu'« ils aient eu pour but d'attenter par la force à la forme républicaine du gouvernement » et que donc le décret de juin constitue un excès de pouvoir à leur égard.
En 1971, à la suite d'un différend théorique avec la Socialist labour league (SLL) anglaise de Gerry Healy, l'OCI sera exclue du CIQI. Son organisation internationale deviendra le Comité pour la reconstruction de la Quatrième Internationale (CORQI). Pour la SLL, à ce moment-là, l'important était la formation marxiste des jeunes, alors que l'OCI privilégiait un développement rapide avec de nombreux contacts en Amérique du Sud, notamment le POR bolivien, moins axé sur la théorie.
En 1972, le groupe du Hongrois Balazs Nagy, dit « Varga », est exclu au motif invoqué que son chef serait un agent provocateur au service du pouvoir soviétique. Cette exclusion donna lieu à la création de la Ligue ouvrière révolutionnaire (LOR) par une centaine de militants de l'OCI, derrière les frères Assouline (David, Alain et Daniel).
À la différence d'autres partis et groupements développés après 1968, l’OCI n’a jamais été mêlée aux mouvements féministes, écologistes, etc. En revanche, elle a été très influente au sein de syndicats tels que Force ouvrière (FO), la Fédération de l'Éducation nationale (FEN) ou encore l'Union nationale des étudiants de France (UNEF), ses militants accédant à la direction après la scission de 1970 et la conservera après la création de l'UNEF-indépendante et démocratique en 1980.
Ses détracteurs définissaient cette organisation trotskiste comme ayant un fonctionnement secret et centralisé, soucieuse d’étendre son influence plutôt que de se faire connaître dans les médias[réf. nécessaire]. Des ex-militants ont, par le passé, parlé de l'hermétisme de l'organisation (utilisation des pseudos, cloisonnement hiérarchique)[réf. nécessaire], de ses méthodes très autoritaires pratiquées dans le cadre du « centralisme démocratique » imposé à ses membres[réf. nécessaire], de ses groupes d'études à pensée unique (les GER, groupes d'études révolutionnaires), du temps d'investissement important demandé à ses militants[réf. nécessaire] et de l'obligation de rendre compte de son activité politique[réf. nécessaire].
L'OCI, quant à elle, s'est toujours défendue de ces attaques[réf. nécessaire], en parlant de la pluralité des idées, de droit de tendance, et faisant passer des communiqués de presse réguliers qu'elle disait boycottés par les médias[réf. nécessaire].

### Quelques militants connus
Parmi ses dirigeants les plus influents ou les militants plus connus, on a compté, outre Pierre Boussel (Lambert), l'historien Pierre Broué, Benjamin Stora, Stéphane Just, « Raoul » (Claude Bernard), Gérard Bloch, Jean-Christophe Cambadélis (dit « Kostas », aujourd'hui au PS), Jean-Luc Mélenchon (dit « Santerre », fondateur du Parti de gauche et de La France insoumise), Gilbert Roger, le producteur Jacques Kirsner (alias Charles Stobnicer dit « Berg »), le philosophe Pierre Dardot, les journalistes Gérard Desportes, Sylvain Cypel, Laurent Mauduit, Pierre Marcelle, le syndicaliste Jean Grosset ou encore Jean-Jacques Marie[réf. nécessaire]. La cellule spectacle rassemblait les réalisateurs ou acteurs Alain Corneau, Bertrand Tavernier, Bernard Murat, Alex Métayer, Nadine Trintignant et Dominique Labourier.
Selon le poète Pascal Colard, Lionel Jospin en a été membre dans les années 1960 à une date indéterminée, postérieure à son entrée au Parti socialiste ; il l'a longtemps nié avant de devoir l'admettre après plusieurs articles de presse en 2001. Avant de partir pour l'Union pour la démocratie française, Jean-Paul Alduy, futur maire de Perpignan, a également été membre de cette organisation.

### La Ligue communiste internationaliste
La Ligue communiste internationaliste (LCI) est un ancien parti politique trotskiste fondé en 1979 par environ 450 militants exclus de la Ligue communiste révolutionnaire (LCR), lors du congrès  de cette organisation, à L'Haÿ-les-Roses à la Toussaint 1979.
Ses dirigeants sont Daniel Gluckstein alias Seldjouk, Christian Leucate alias Nemo, Dominique Losay alias Letourneau et François Cortès alias Ulysse.
La LCI se constitue au lendemain de ce congrès extraordinaire de la Ligue communiste révolutionnaire (LCR) de la Toussaint 1979, qui consacre l'exclusion des militants de la Tendance léniniste-trotskyste (TLT) et de la Tendance bolchévique (fraction internationale animée par l'Argentin Nahuel Moreno du Parti socialiste des travailleurs (PST) argentin et suivie par la majorité des organisations se réclamant du trotskysme en Amérique Latine).
La LCI fusionne à la fin de l'année 1980 avec l'Organisation communiste internationaliste (OCI)              (lambertiste), qui devient alors l'« OCI unifiée ».

### Depuis les années 1980
En 1981, lorsque l'OCI reprend le sigle de Parti communiste internationaliste, son organisation internationale, le Comité d'organisation pour la reconstruction de la IVe Internationale (CORQUI), compte au niveau mondial près de 10 000 militants et de très multiples ramifications dans le monde et en France.
Mais progressivement, après avoir été, sur le plan numérique et organisationnel, la principale organisation trotskyste au début des années 1980 en menant notamment une vigoureuse campagne pour le vote Mitterrand « dès le premier tour, pour chasser Giscard », les crises internes se succèdent.
Voulant capter les nombreuses désillusions qui se développent au sein du PS et du PCF, le PCI prend l'initiative, à partir de 1984, avec des militants socialistes et communistes ayant rompu avec leur organisation, d'un Mouvement pour un parti des travailleurs.
Mais le succès attendu ne vient pas, une série d'exclusions intervient. Ainsi, en 1984, Stéphane Just en désaccord avec cette orientation est exclu avec plusieurs militants.
En 1986, Jean-Christophe Cambadélis emporte près de 400 militants, dont l'essentiel de l'équipe dirigeant le syndicat étudiant UNEF-ID, avec son président Philippe Darriulat, au Parti socialiste. Cette scission anéantit l'influence du PCI dans les universités.
En 1989, c'est le grand historien du trotskysme Pierre Broué qui est exclu avec plus d'une centaine de militants. En 1991, c'est le tour d'André Langevin, rédacteur en chef de l'hebdomadaire Informations ouvrières, d'être exclu avec un groupe de militants. En 1992, quatre membres du comité central dont Pedro Carrasquedo et Alexis Corbière, conseiller de Paris de 2008 à 2014 (et secrétaire national du Parti de gauche de Jean-Luc Mélenchon), sont exclus avec plus de 150 militants.
La même année, le PCI est dissout et transformé en Courant communiste internationaliste au sein du Parti des travailleurs (PT).
L'organisation a longtemps édité un hebdomadaire, Informations ouvrières (repris ensuite par le Parti des travailleurs), ainsi qu'une revue théorique, La Vérité.
L'influence politique de ce courant est aujourd'hui faible, même si elle reste très importante dans les milieux syndicaux et particulièrement au sein de la confédération Force ouvrière mais aussi dans la CGT. Il regroupait dans les années 1990 environ 3 000 militants.
En 1988 et en 2002, le Parti des travailleurs a été capable de rassembler plus de 500 signatures de maires pour présenter un candidat à l'élection présidentielle. Mais, alors que les organisations trotskystes gagnaient une audience inédite lors de l'élection présidentielle de 2002, le candidat du PT réalisait un score insignifiant.
Généralement, depuis 1988, le PT n'appelle plus à voter pour d'autres formations politiques de gauche lorsqu'il ne présente pas de candidat, et n'appelle pas à voter pour le candidat de gauche au second tour contre la droite.
Le principal dirigeant de ce courant politique est aujourd'hui Daniel Gluckstein.